# Коктейль (фільм, 1988)
«Коктейль» (англ. Cocktail) — американська романтична комедійна драма 1988 року, знята Роджером Дональдсоном за сценарієм Хейвуда Ґулда та заснована на однойменній книзі Ґулда. У головних ролях Том Круз, Браян Браун і Елізабет Шу.

## Синопсис
Брайан Фланаган, який щойно закінчив службу в армії, повертається до Нью-Йорка та прагне отримати роботу у світі бізнесу. Зазнавши невдачі, він влаштовується на роботу бармена щоб зводити кінці з кінцями, а вдень відвідує бізнес-школу.

## У ролях
| Актор            | Роль            |
| ---------------- | --------------- |
| Том Круз         | Брайан Фленаган |
| Браян Браун      | Даг Коглін      |
| Елізабет Шу      | Джордан Муні    |
| Ліза Бейнс       | Бонні           |
| Лоренс Лакінбілл | Річард Муні     |
| Келлі Лінч       | Керрі Коглін    |
| Джина Гершон     | Корал           |
| Джеррі Бамман    | Турист          |

## Виробництво

### Сценарій
Фільм заснований на напівавтобіографічному романі Хейвуда Ґулда, опублікованому в 1984 році. Ґулд працював барменом у Нью-Йорку з 1969 по 1981 рік, щоб підтримувати свою письменницьку кар'єру. Ґулд казав, що «зустрічав багато цікавих людей за барною стійкою, і дуже рідко хтось починав із бажання бути барменом. Усі вони мали амбіції, деякі тліючі, а деякі повністю забуті чи придушені».
Ґулд розповідав, що головний герой «це компіляція багатьох людей, яких я зустрічав, включаючи мене самого в ті дні. Мені було трохи за 30, я досить багато випивав, і я починав відчувати, що втрачаю свій шанс».

### Зйомки
Зйомки почалися 26 жовтня 1987 року. Ґулд каже, що трюків із киданням пляшок не було в книзі, але щось він показав Крузу та Брайану Брауну. Зрештою вони використали це, і це стало помітною особливістю фільму.

## Зовнішні посилання
- Коктейль на сайті IMDb (англ.)
- Коктейль (фільм, 1988) на сайті AllMovie (англ.)